# Dorval Rodrigues
Dorval Rodrigues (Porto Alegre, 26 februari 1935 – Santos, 26 december 2021) was een Braziliaanse voetballer.

## Biografie
Dorval speelde lange tijd voor Santos, in de periode dat dit een van de beste clubs ter wereld was, aan de zijde van sterspelers Pelé, Pepe en Coutinho. Met de club won hij zes keer het Campeonato Paulista, vier keer het Torneio Rio-São Paulo, vijf keer de landstitel, twee keer de Copa Libertadores en twee keer de wereldbeker voetbal. In 1970 won hij met Atlético ook het Campeonato Paranaense.
Hij speelde ook enkele wedstrijden voor het nationale elftal, waaronder op het Zuid-Amerikaanse kampioenschap van 1959.
Rodrigues overleed op 86-jarige leeftijd.